# Ediciones Babylon
Ediciones Babylon es una editorial española con sede en Onteniente (Provincia de Valencia), España. Fue fundada en febrero de 2010.
Publica cómics, novelas, cuentos infantiles, y libros de llustración, tanto licenciados como de producción propia.

## Historia
En el año 2013 publicó su primera obra licenciada estadounidense: Fairy Quest, de los autores Humberto Ramos y Paul Jenkins.
Una de sus primeras obras producidas, Mala Estrella, de Henar Torinos, fue la ganadora del premio a Mejor Manga Español otorgado por el Saló del Cómic de Barcelona 2012 así como la artista Marta Nael, fue galardonada con el premio a la mejor ilustradora en ExpoManga Madrid 2012
Varias de sus producciones han sido licenciadas en otros países como, Mala Estrella en Francia por la editorial Aaltair, La Radio de Delley e Hijos de Aramar por IDW en Estados Unidos y El Pingüino Marcelino de azul marino, en China.
En 2018 comenzó a publicar manga de origen japonés con Mi querido Himejima, de Hakusensha y obras tan reconocidas como las pertenecientes a Fate/Series y Cells at Work, a la vez que ha abierto sus producciones originales a autores internacionales.

## Manga
| Título                         | Autor                                        | género | año  | Vol | Ed.Origen  |
| ------------------------------ | -------------------------------------------- | ------ | ---- | --- | ---------- |
| Mi querido Himejima            | Kôjiro Narihira                              | shôjo  | 2018 | 1   | Hakusensha |
| Qué torpe eres, Ueno           | Tugeneko                                     | shônen | 2019 | 6   | Hakusensha |
| Con mi Gaucho                  | Yasuo Kawahara                               | seinen | 2019 | 2   | Futabasha  |
| La ira de Bahamut, Twin Heads  | Takamaru Semikawa (guion) - Ryota-H (dibujo) | shônen | 2019 | 3   | Cygames    |
| Fate/GO -turas réalta-         | Type-Moon - Takeshi Kawaguchi                | seinen | 2019 | 6   | Kodansha   |
| Halloween Pajama               | Yasuhiro Irie                                | seinen | 2019 | 2   | Babylon    |
| Siempre habrá otra oportunidad | Rika Enoki                                   | shôjo  | 2019 |     | Kadokawa   |
| Still Sick                     | Akashi                                       | yuri   | 2020 | 3   | MagGarden  |
| Regreso al Futón               | Furumoto Takeru                              | shônen | 2020 | 3   | Shogakukan |
| Fate/ Heaven's Feel            | Type-Moon - Task Ohna                        | seinen | 2020 | 7   | Kadokawa   |
| Cells at Work                  | Akane Shimizu                                | shônen | 2020 | 5   | Kodansha   |
| El fantasma de agosto          | Furumoto Takeru                              | seinen | 2021 | 1   | Shogakukan |
| Cells at Work Black            | Shigemitsu Harada                            | seinen | 2022 | 8   | Kodansha   |

## Cómiceuropeo
| Título                     | Autor                                          | género        | año  | Vol | Ed.Origen |
| -------------------------- | ---------------------------------------------- | ------------- | ---- | --- | --------- |
| Joker                      | Kaoru Okino                                    | fantasía      | 2010 | 1   | Babylon   |
| Mala Estrella              | Henar Torinos                                  | fantasía      | 2010 | 3   | Babylon   |
| La Pequeña Muerte          | Nessa Ninona                                   | terror        | 2011 | 1   | Babylon   |
| Allegretto                 | Borja Yagüe                                    | comedia       | 2011 | 1   | Babylon   |
| Keih                       | Easy Ramos y Jorge Monreal                     | aventuras     | 2011 | 2   | Babylon   |
| Shinto                     | Sebas Riera                                    | aventuras     | 2011 | 2   | Babylon   |
| Spyglass                   | Alejandra M. Campos                            | slice of life | 2012 | 1   | Babylon   |
| Mercury                    | David Braña y Abel Cicero                      | sci-fi        | 2013 | 1   | Babylon   |
| El Fin de Cálico           | Niko, Mike Bonales, Óscar Martín y Raúl Moreno | comedia       | 2013 | 1   | Babylon   |
| Explotación Laboral        | Sergio Gallardo                                | comedia       | 2013 | 1   | Babylon   |
| La radio de Delley         | Álex Martínez y Xavier Bonet                   | aventuras     | 2015 | 1   | Babylon   |
| Los hijos de Aramar        | JOS y Sonia Moruno                             | aventuras     | 2015 | 1   | Babylon   |
| Teluria 108                | Fernando Llor y Álex Muñoz                     | aventuras     | 2015 | 1   | Babylon   |
| Bakemono                   | Xian Nu Studio                                 | fantasía      | 2015 | 3   | Glénat    |
| Lettera                    | Studio Kôsen                                   | fantasía      | 2015 | 3   | Glénat    |
| Terra de Meigas, Belladona | Lewis y Álvaro Ming                            | fantasía      | 2016 | 1   | Babylon   |
| ChanPrin                   | Xian Nu Studio                                 | fantasía      | 2016 | 3   | Babylon   |
| Por siempre jamás          | Laurielle                                      | fantasía      | 2017 | 1   | Babylon   |
| Erin                       | Esther Lecina                                  | fantasía      | 2017 | 1   | Babylon   |
| Blog                       | Maliki                                         | slice of life | 2018 | 2   | Opposum   |

## Cómicamericano
| Título                                      | Autor                         | género        | año  | Vol | Ed.Origen |
| ------------------------------------------- | ----------------------------- | ------------- | ---- | --- | --------- |
| FairyQuest                                  | Humberto Ramos y Paul Jenkins | fantasía      | 2013 | 2   | BOOM!     |
| Bushido                                     | Rob Levin y Jessada Sutthi    | fantasía      | 2016 | 1   | TopCow    |
| Lucky Penny                                 | Ananth Hirsh y Yuko Ota       | slice of life | 2017 | 1   | OniPress  |
| Diesel Ignition                             | Tyson Hesse                   | fantasía      | 2018 | 1   | BOOM!     |
| Nuestros gatos son más famosos que nosotros | Ananth Hirsh y Yuko Ota       | slice of life | 2018 | 2   | OniPress  |

## Novela
| Título                                    | Autor                       | género | año  | Vol | Ed.Origen |
| ----------------------------------------- | --------------------------- | ------ | ---- | --- | --------- |
| Juegos de Seducción                       | Nut                         |        | 2010 | 2   | Babylon   |
| El juego de Claudia                       | Laura S.B.                  |        | 2010 | 1   | Babylon   |
| Cuando muere un ruiseñor                  | Nina R.                     |        | 2010 | 2   | Babylon   |
| Susurro de besos                          | Laura Bartolomé             |        | 2010 | 1   | Babylon   |
| Invierno                                  | Olivia Monterrey            |        | 2011 | 1   | Babylon   |
| Matar a un vampiro                        | Javier Herce                |        | 2011 | 1   | Babylon   |
| La otra cara del espejo                   | Laura López                 |        | 2012 | 1   | Babylon   |
| Hipernova                                 | Amaya Felices               |        | 2012 | 1   | Babylon   |
| Sueños en las oscuridad                   | Sergio Plaza                |        | 2013 | 1   | Babylon   |
| Su pecado fue la envidia                  | Aurora Seldon               |        | 2013 | 1   | Babylon   |
| Veneno de escorpión                       | Leandro Pinto               |        | 2013 | 1   | Babylon   |
| Memoria del traidor                       | Santiago Sanchis            |        | 2013 | 1   | Babylon   |
| Entre cuentos de hadas                    | Carmen María Cañamero       |        | 2013 | 1   | Babylon   |
| Juegos de amor                            | Nut                         |        | 2013 | 1   | Babylon   |
| Las reglas del juego                      | Nisa Arce                   |        | 2013 | 3   | Babylon   |
| Desátame                                  | Noe Casado                  |        | 2014 | 1   | Babylon   |
| Amor perdido                              | Aya Athalia                 |        | 2014 | 1   | Babylon   |
| A través del sexo                         | Nayra Ginory                |        | 2014 | 2   | Babylon   |
| Diario de un opositor en paro             | Ángel Company               |        | 2015 | 1   | Babylon   |
| Publio en el país de las cataratas        | Anastassia Espinel Souares  |        | 2015 | 1   | Babylon   |
| Eraide, la canción de la princesa oscura  | Javier Bolado               |        | 2015 | 2   | TimunMas  |
| Eraide, la guerra sin nombre              | Javier Bolado               |        | 2016 | 1   | Babylon   |
| Mírame                                    | Diana Cerdá                 |        | 2016 | 1   | Babylon   |
| Cuervo Negro                              | Anabel Botella              |        | 2017 | 1   | Babylon   |
| De amor y guerra                          | varios autores              |        | 2017 | 1   | Babylon   |
| Fonte                                     | Miriam Alonso               |        | 2017 | 1   | Babylon   |
| Simbad enamorado                          | Xesús Franco                |        | 2018 | 1   | Babylon   |
| El cuarto disparo                         | Javier Lacomba              |        | 2018 | 1   | Babylon   |
| Trampantojo                               | Marina Lomar                |        | 2019 | 1   | Babylon   |
| Puedes darme un beso                      | Chris M. Navarro            |        | 2019 | 1   | Babylon   |
| Las damas y la muerte                     | Edgar A. Poe y Dani Alarcón |        | 2019 | 1   | Babylon   |
| Esclavos de ceniza                        | Carlos Moya Chinillach      |        | 2019 | 1   | Babylon   |
| Dark Japan                                | Joe Jack                    |        | 2021 | 1   | Babylon   |
| La terrible música de los cristales rotos | Javier Lacomba              |        | 2021 | 1   | Babylon   |

## Otras Publicaciones

### Antologías de relatos en papel y formato electrónico
- De amor y otros pecados, de Nut (2012)
- 99.z, de Jordi Llavoré (2012)

### Libros únicamente en formato electrónico (eBooks)
- Los templos de Syrinx, de Miguel Ángel Cabo (2010)
- Manual de la esposa perfecta, de Amaya Felices (2013)
- El hijo de Yuri Gagarin, de Santiago Sanchis Mullor (2013)

### Libros de ilustración
- Impressions, The Art of Marta Nael (2012)
- Duality, The Art of Jorge Monreal (2012)
- Rara Avis, The Art of Dani Alarcón (2012)
- Proyecto S, Spanish Artbook Compilation (2012)
- Eros, The Art of Rafater (2013)
- Lux, a Clash of Light and Color by Marta Nael (2013)
- Jorge Monreal's Sketchbook (2015)
- Alchemist Project, Raquel Cornejo (2015)
- Tempore, Cris Ferrer (2016)
- Penumbre, Dani Alarcón (2017)
- The Dulk, Dulk, (2017)
- The art of Loish, Loish (2018)
- All World, Sôta Fukushima (2018)

### Cuentos infantiles en papel y formato electrónico
- El Mundo a mis Pies, de Nisa Arce (2010)
- Un Gigante Entrometido, de Rafael Estrada (2013)

## Premios a obras o autores
- Mala Estrella, de Henar Torinos, premio a Mejor Manga Español otorgado por el Saló del Cómic de Barcelona 2012.[1]

- Marta Nael, premio a la mejor ilustradora ExpoManga Madrid 2012.[2]
- Por siempre jamás, mejor Manga Español, Heroes Manga Madrid 2017
- ChanPrin vol 1, mejor edición de cómic, Generalidad Valenciana, 2018